# Nonso Anozie
Nonso Anozie (nasceu a 17 de novembro de 1978) é um ator britânico. Os seus trabalhos abrangem o teatro, cinema e televisão. Ele é mais conhecido por seu papel como Tank em RocknRolla, Sergeant Dap em Ender's Game, Abraham Kenyatta em Zoo, Capitão dos Guardas em Cinderela e Xaro Xhoan Daxos na série de televisão da HBO 

## Biografia

### Carreira
Anozie nasceu em Londres, na Inglaterra e possui ascendência nigeriana. Formado pela Central School of Speech and Drama, em Londres, em 2002 começou a sua carreira no teatro. Em 2005, ganhou o prémio Ian Charleson Awards pela sua atuação em Othello, the Moor of Venice. Entretanto começou a vincular sua carreira pelo mundo do cinema, com aparições em papéis coadjuvantes. Em 2007, foi eleito para interpretar a voz de Iorek Byrnison na A Bússola Dourada, porém, à última da hora, Anozie foi substituído por alguém mais experiente, Ian Mckellen. A partir de então, Anozie tem vindo a desempenhar várias interpretações cinematográficas como RocknRolla (2008), Nanny McPhee and the Big Bang (2010), Conan the Barbarian (2011), Le Territoire des loups, na série televisiva Game of Thrones e em 2013 na série Dracula desempenhando o papel de R.M. Renfield.
Em novembro de 2014, Anozie foi escalada para o drama de verão da CBS Zoo, baseado no romance de James Patterson e Michael Ledwidge. O programa estreou em 30 de junho de 2015.
O trabalho de rádio de Anozie inclui o papel de Joe na produção de Serial BBC Radio 4 Classic 2011 do Show Boat de Edna Ferber.  

## Filmografia
- 2006: Prime Suspect (mini-série; 7º temporada: The Final Act): Robert
- 2007: A Última Legião : Batiatus
- 2007: Atonement : Frank Mace
- 2008: Happy-Go-Lucky: Ezra
- 2008: Cass: Cass Pennant
- 2008: RocknRolla: Tank
- 2009: Occupation (minisérie): Erik Lester
- 2010: Nanny McPhee and the Big Bang: sargento Jeffreys
- 2010: Brighton Rock: Dallow
- 2011: Conan, o Bárbaro : Artus
- 2011: The Grey : Jackson Burke[6]
- 2012: Game of Thrones (série de TV, episódio 5) : Xaro Xhoan Daxos
- 2013: Ender's Game: sargento Dap[7]
- 2013: Dracula (série de NBC): R.M. Renfield
- 2014: Jack Ryan: Shadow Recruit de Kenneth Branagh : Embee
- 2015: Zoo (série de televisão): Abraham Kenyatta (1ª Temporada)
- 2015: Cinderella : O Capitão da Guarda
- 2015: Pan : Bispo
- 2018: 7 Days in Entebbe: Idi Amin
- 2020: Artemis Fowl : Domovoi Butler
- 2016: Zoo (série de televisão): Abraham Kenyatta (2ª Temporada)
- 2017: Zoo (série de televisão): Abraham Kenyatta (3ª Temporada)
- 2019: The Laundromat: Charles
- 2021: Sweet Tooth